# سیگما اس‌دی۱۵

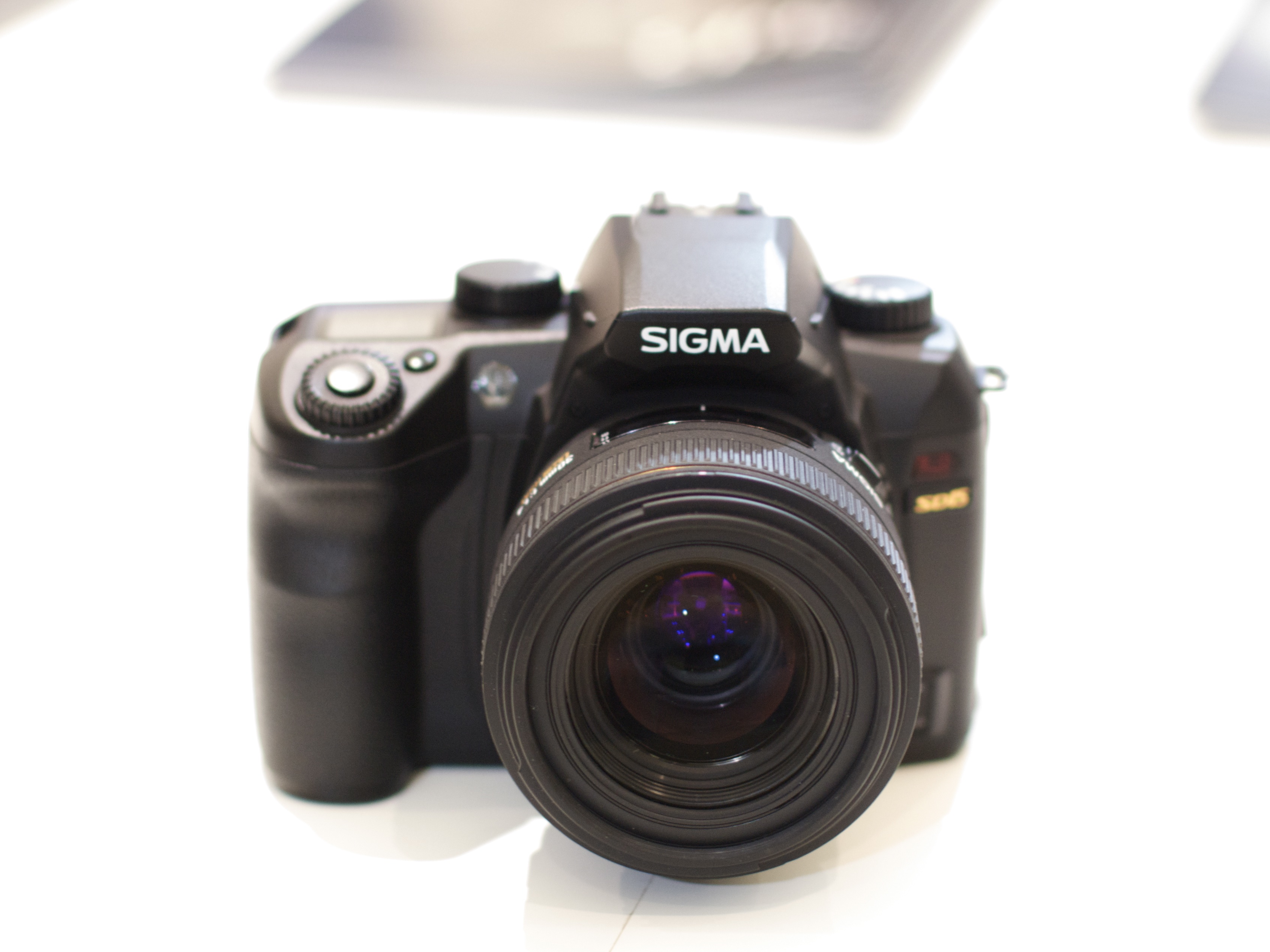
Sigma SD15

سیگما اس‌دی۱۵ (به انگلیسی: Sigma SD15) یک دوربین عکاسی ساخت شرکت سیگما است.